# La Constancia (1897-1936)
La Constancia fue un periódico publicado en la ciudad española de San Sebastián entre 1897 y 1936, vinculado al integrismo.

## Historia
Comenzó a publicarse en 1897, por iniciativa de la Junta Regional de Guipúzcoa del Partido Integrista, tras separarse de este partido El Fuerista. Fundado por Juan de Olazábal Ramery, ideológicamente se ha considerado «uno de los principales diarios» del integrismo, y, durante la Segunda República, del carlismo. Entre sus directores se encontraron el propio Olazábal y Francisco Juaristi. Su precio era de cinco céntimos y tenía circulación diaria.
El periódico publicó en 1934 varios artículos en los que acusaba al PNV de «complicidad» con la revolución. Su sede fue incautada tras el golpe de Estado de julio de 1936, pasando a manos en un primer momento de los nacionalistas vascos y más tarde de la CNT. José Andrés-Gallego señala en cambio el incendio intencionado de su sede en 1936.
Muchos de sus redactores posteriormente se integrarían en La Voz de España.